# Cirrhigaleus barbifer
Cirrhigaleus barbifer – gatunek ryby chrzęstnoszkieletowej, koleniokształtnej z rodziny koleniowatych (Squalidae). Zamieszkuje zachodnie tereny Pacyfiku, u wybrzeży Japonii (Honsiu), dawniej uwzględniane stanowiska blisko Australii oraz wysp w Cieśninie Torresa są najprawdopodobniej areałem występowania pokrewnego gatunku – C. australis. Dorasta do 122 cm długości całkowitej. Od innych koleniowatych odróżnia go masywne ciało i wąsiki. Jest gatunkiem słabo poznanym; odżywia się prawdopodobnie innymi rybami i bezkręgowcami związanymi z dnem. Jajożyworodny; samice zwykle rodzą 10 młodych. Nie ma znaczenia gospodarczego; możliwe, że stanowi przyłów w połowach tuńczyków i innych ryb, jego zasobna w skwalen wątroba, mięso i płetwy są wykorzystywane przez Indonezyjczyków, natomiast w Japonii jest poławiany do publicznych akwariów. Mimo to przez Międzynarodową Unię Ochrony Przyrody (IUCN) C. barbifer uznany został za gatunek najmniejszej troski (LC – Least Concern).

## Taksonomia
Gatunek został opisany w 1912 roku według binominalnego nazewnictwa gatunków przez japońskiego ichtiologa Shigeho Tanakę jako Cirrhigaleus barbifer. Autor jako okaz typowy podał osobnika, którego znalazł na targu rybnym nad zatoką Sagami, w Japonii. Holotypem był samiec o długości 885 mm. Sam okaz typowy zaginął. Poza tym gatunkiem, do rodzaju Cirrhigaleus należy również C. asper oraz opisany w 2007 roku C. australis.
Rodzaj Cirrhigaleus historycznie był przedmiotem dyskusji. Został on zsynonimizowany z Squalus przez kilku autorów. Inni natomiast uznają nazwę za ważną. Od przedstawicieli Squalus różni się m.in. występowaniem długich wąsików.
Nazwa rodzajowa jest zbitką wyrazową słów łacińskich i greckich. Łacińska cząstka „Cirrhi-” oznacza „wąsy”, bądź kępkę włosów lub płatków skórnych, a greckie „galeos” (γαλεός) jest nazwą na łasicowate (Mustelidae), ale Arystoteles użył jej w odniesieniu do rekina, prawdopodobnie ze względu na zwinne ruchy i zachłanne pobieranie pokarmu spotykane właśnie u małych rekinów. Epitet gatunkowy „barbifer” oznacza „mający brodę, dzierżawiący wąsy”.
Rodzaj Cirrhigaleus jest ubogim w gatunki rodzajem ryb chrzęstnych. Taksonomia gatunków z tego rodzaju jest kontrowersyjna i badania na tle molekularnym oraz morfologicznym często sugerują przeniesienie gatunków Cirrhigaleus do Squalus. Jednak odrębność tego pierwszego rodzaju potwierdziły osiem synapomorfii. Wedle badań z 2023 roku C. barbifer jest taksonem siostrzanym wobec C. australis, natomiast C. asper jest siostrzany do tejże synapomorfii. Obrazuje to uproszczony kladogram z pracy:
|  | C. asper                                                     |
|  |                                                              |
|  | \| \| C. barbifer \| \| \| \| \| \| C. australis \| \| \| \| |
|  |                                                              |
|  | C. barbifer                                                  |
|  |                                                              |
|  | C. australis                                                 |
|  |                                                              |

|  | C. barbifer  |
|  |              |
|  | C. australis |
|  |              |

## Występowanie i siedlisko
Różne źródła podają inny zasięg występowania tego gatunku. Według IUCN jego zasięg występowania obejmuje wody północnego i zachodniej części środkowego Oceanu Spokojnego, a także wschodniego Oceanu Indyjskiego, gdzie występuje plamowo, zamieszkując wybrzeża Japonii, Tajwanu oraz indonezyjskich wysp Bali, Lombok i Sumatra (w pobliżu miasta Sibolga). FishBase jako areał występowania C. barbifer podaje wody japońskiej wyspy Honsiu, Australii (Nowa Południowa Walia), Nowej Zelandii i wysp w Cieśninie Torresa (Vanuatu; przez IUCN stwierdzenie tego taksonu tamże podaje się w wątpliwość, być może wtedy spotkano pokrewnego C. australis zamiast C. barbifer, nie ma co do tego pewności); podobny zasięg występowania podaje Leonard Compagno w Sharks of the World. William Neil Eschmeyer w bazie danych Catalog of Fishes twierdzi, że gatunek zasiedla „nierównomiernie” wody Oceanu Spokojnego, Afryki Południowej oraz Oceanu Atlantyckiego. 
Gatunek dna głębin, zamieszkujący również strefę nerytyczną, głównie blisko szelfu kontynentalnego, na głębokości 140–650 m (według FishBase), wedle innych źródeł od 146 do 795 m p.p.m. Prawdopodobnie rekin ten może kryć się w podwodnych szczelinach dla bezpieczeństwa.

## Morfologia

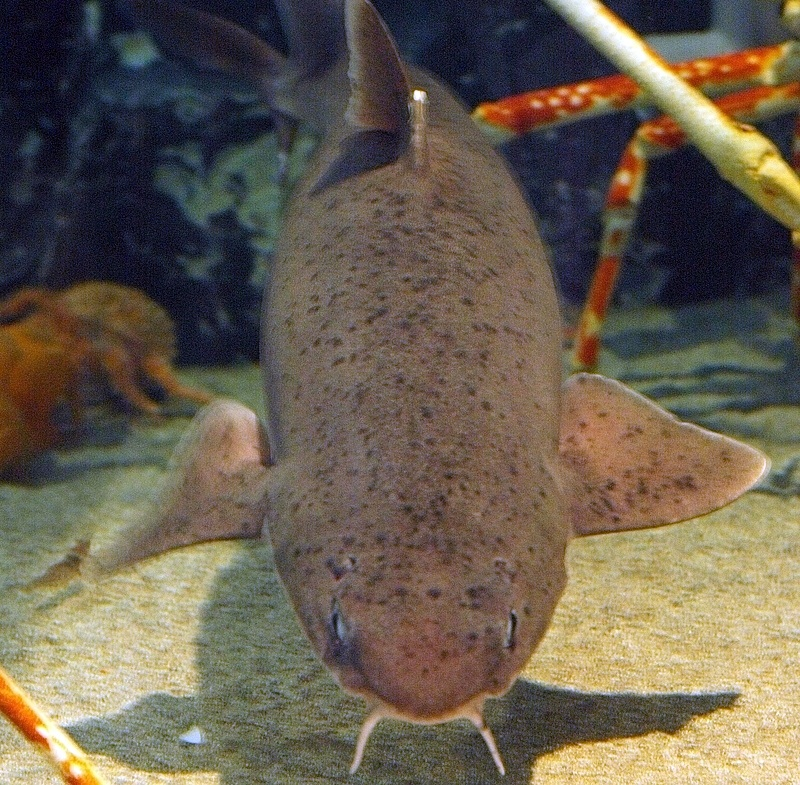
Widok od przodu

Stosunkowo mały, łatwo rozpoznawalny rekin. W części źródeł jako maksymalną długość podaje się 126 cm, jednak miara ta została opublikowana w książce Petera Lasta oraz Johna D. Stevensa, która opisuje gatunki ryb występujące u wód Australii, a w tamtych wodach występuje jedynie Cirrhigaleus australis. W Sharks of the World (a także innych publikacjach) jako maksymalną długość gatunku podaje się 122 cm. Samce osiągają dojrzałość płciową przy długości ciała 86 cm, samice dojrzewają płciowo mając 92–108 cm, osiągając maksymalnie 122 cm. Jeszcze w XX wieku nie wiadomo było, jaką długość osiągają noworodki, ale obecnie podaje się, że przy narodzinach mają do 15–20 cm.
Wierzch ciała jest zwykle szaro-brązowy, spód ciała jest zwykle białawy. Brzegi płetw są białe. Cechuje go bardzo masywne ciało, krótki pysk i wąsiki, które u gatunku sięgają do otworu gębowego. Wąsiki te przypominają wąsy dawnych chińskich urzędników – mandarynów. W dwóch płetwach grzbietowych po jednym kolcu (promieniu twardym). Płetwy odbytowej nie stwierdza się. Przypominające ostrza zęby typu tnącego w szczęce i żuchwie. Zęby skórne kształtu plakoidalnego.

## Ekologia
Niewiele wiadomo o jego biologii. Jego wąsiki najprawdopodobniej posiadają elektroreceptory i dzięki nim poszukuje pokarmu, podobnie jak czynią to sumokształtne (Siluriformes) oraz jesiotrowate (Acipenseridae). Jego pokarmem mogą być inne ryby oraz bentosowe bezręgowce. Cechuje go żyworodność lecytotroficzna (jajożyworodny); samice wydają na świat 10 młodych, przy czym pięć przypada na jedną macicę.

## Status i relacje z ludźmi
Międzynarodowa Unia Ochrony Przyrody (IUCN) uznaje Cirrhigaleus barbifer od 2020 roku za gatunek najmniejszej troski (LC – Least Concern); wcześniej był uznawany kolejno za gatunek niedostatecznie rozpoznany (DD – Data Deficient) oraz gatunek bliski zagrożenia (NT – Near Threatened). Liczebność populacji nie została dokładnie oszacowana, a trend populacji określono jako stabilny, ze względu na brak informacji o jakiekolwiek wahaniach liczebności. Jest to relatywnie rzadko spotykany rekin (na Tajwanie rekin ten został zaobserwowany 4 razy, przy czym 3 razy dowodami są zdjęcia zrobione w 1993, 2005 roku i 2019 roku, zaś jeden okaz został wyłowiony przy pomocy sieci rybackich w 2007 roku). Rzadkość występowania tego gatunku jest raczej naturalną „cechą gatunkową”. Jest również bardzo łatwo rozpoznawalny, toteż stwierdzony jest notowany. 
Prawdopodobnie Cirrhigaleus barbifer stanowi przyłów w tajwańskich, głębokowodnych sieciach rybackich (zarzucanych na 100–300 m). Metodę tego połowu stosuje się u tych wód od lat 80. do połowu tuńczyków. Stwierdzono okaz, który został złowiony włokami dennymi w północno-wschodnim Tajwanie, osobnik został udokumentowany zrobieniem zdjęcia; włoki, w których znaleziono tego osobnika operują na głębokościach 300–700 m. Istnieje także przypadek, który dokumentuje stwierdzenie tego gatunku przez komercyjną, denną sieć skrzelową (ang. gillnet), operującą na głębokości 300 m w Tokyo Submarine Canyon; jest tylko jeden rybak, który działa na tym obszarze od lat 80. U wód japońskich gatunkowi mogą również zagrażać sieci służące do połowu beryksa wspaniałego (Beryx spledens), dotychczas jednak nie zaobserwowano w sieciach żadnego przedstawiciela tego gatunku.
U tego gatunku wątroba jest bogata w skwalen, ale brak w niej witaminy A, która występuje w organach np. przedstawicieli Squalus. U wybrzeży Indonezji jest wykorzystywane mięso (w tym olej z wątroby) i płetwy tego gatunku, a w Japonii jest odławiany do akwariów publicznych.